# Course de côte de La Baraque
La Course de côte de La Baraque, organisée par l'Union Cycliste Clermontoise, est une ancienne course cycliste française, disputée entre 1924 et 1933.
En partant de Clermont-Ferrand, le parcours offrait les franchissements du col de La Baraque et celui des Goules.
Il était d'une distance de 10 kilomètres, sauf en 1928 où il ne dépassait pas 6 kilomètres.  

## Palmarès
| Année | Vainqueur        | Deuxième          | Troisième        |
| ----- | ---------------- | ----------------- | ---------------- |
| 1924  | François Ondet   | Michel Hébrard    | Marcel Mazeyrat  |
| 1925  | Louis Laudouze   | Antonin Genestoux | François Ondet   |
| 1926  | Marcel Mazeyrat  | Antonin Genestoux | François Ondet   |
| 1927  | Antoine Gondard  | Marcel Mazeyrat   | Jules Gominard   |
| 1928  | Jean Mompied     | Albert Goyon      | Mansuette Dalmas |
| 1930  | Jean Mompied     | François Mizoule  | Julien Clermont  |
| 1931  | Mansuette Dalmas | François Ondet    | Robert Godard    |
| 1932  | Robert Godard    | Dominique Dalmas  | Mansuette Dalmas |
| 1933  | César Sanchez    | Pierre Grand      | Eugène Brégiroux |